# Giovanni Segura
Giovanni Segura (Ciudad Altamirano, Guerrero, México; 1 de abril de 1982) es un boxeador profesional mexicano en la división de peso minimosca y mosca. Es el actual AMB, OMB, y The Ring Peso Minimosca. 

## Carrera aficionado
Giovanni comenzó a boxear a los 15 años de edad y tuvo un récord de 38-4 aficionado.

## Carrera profesional
Hizo su debut profesional el 28 de marzo de 2003. Acumuló un registro de 18-0-1, que incluyó victorias contra el futuro campeón Carlos Tamara y el ex campeón Daniel Reyes, antes de desafiar colombiano César Canchila por el título interino de peso minimosca de la AMB. Segura perdió la pelea por decisión unánime, pero posteriormente ganó el título interino al noquear a Canchila en una revancha el 14 de marzo de 2009.

## Campeón de peso minimosca de la AMB
Fue elevado al campeón completo el 5 de junio de 2009. Segura defendió su título recién adquirido el 25 de julio de 2009 por detener Juanito Rubillar en seis rondas. El 21 de noviembre de 2009, defendió su título contra Sonny Boy Jaro por la primera ronda noquear. El 20 de febrero de 2010, defendió su título por tercera vez contra Walter Tello.

## Segura vs Calderón
El 28 de agosto de 2010 Giovanni peleó contra el campeón Minimosca de la OMB Iván Calderón en una pelea de unificación en Puerto Rico. Segura pasó a noquear a Calderón en el octavo asalto, ganando los cinturones minimosca de la OMB y AMB. Giovanni Segura e Iván Calderón pelearon nuevamente en abril de 2011 en Mexicali, Segura ganó la revancha por nocaut en la tercera ronda.

## Peso Mosca
Subió de peso de minimosca a mosca y derrotó a Manuel Vargas por nocaut en pelea pactada a 10 asaltos en Tijuana, Baja California. Para el 2011 Segura pretende disputar el título de la OMB peso mosca contra el monarca mexicano Julio Cesar Miranda.